# Can't Repeat
«Can't Repeat» es una canción de la banda californiana The Offspring. Fue lanzada dentro del recopilatorio de grandes éxitos de 2005 y es la única canción inédita compuesta por la banda.
La canción trata sobre los intentos del hombre de cambiar el pasado. Muchos fanes se mostraron muy críticos con la canción, ya que consideraban que se intentaba asemejar demasiado a «The Kids Aren't Alright», lo cual ironizaba con el título del nuevo sencillo, «Can't Repeat» (no puedo repetir, en español).
Dexter Holland dijo que «es una canción rápida y fresca, compuesta el pasado febrero. No es más que un regalo para los fans».

## Listado de canciones
1. «Can't Repeat» - 3:26